# Линдси-Бетюн, Генри, 9-й граф Линдсей
Генерал-майор сэр Генри Линдси-Бетюн, 1-й баронет, де-юре 9-й граф Линдси (урождённый Линдси; 12 апреля 1787 — 19 февраля 1851) — шотландский офицер, член британской дипломатической и военной миссии во главе с Джоном Малкольмом в Персидской империи в 1810 году.

## Биография
Родился Генри Линдси 12 апреля 1787 года в Файфе. Потомок по мужской лини Патрика Линдси, 4-го лорда Линдси из Байрса, предка графов Кроуфорд и графов Линдси. Сын майора Мартина Эклза Линдси (? — 1813) и Маргарет Августы Тови. В 1779 году его дед по отцовской линии Генри Линдси (1736—1819) принял фамилию и герб Бетьюн как часть наследования поместья Килконкухар от своего дяди по материнской линии. Генри Линдси также добавил Бетьюн по той же причине после смерти своего отца в 1813 году.
Генри Линдси-Бетюн изначально был артиллерийским лейтенантом в Мадрасской конной артиллерии. Говорят, что ростом 6 футов 8 дюймов он производил впечатление на персов, которые сравнивали его с мифическим героем Рустамом. Его качества справедливости и его знание мира также, по-видимому, производили большое впечатление на персов.
Генри Бетьюн был впервые назначен ответственным за модернизацию корпуса конной артиллерии . В 1816 году Генри Бетьюн получил персидскую награду Ордена Льва и Солнца, специально предназначенную для заслуженных иностранцев. Через несколько лет он, наконец, ушел с индийской службы и удалился в Килконкухар.
В 1834 году он был отозван на службу в Персию в ожидании проблем в династической преемственности на персидском троне. После смерти Фетх Али-шаха в том же году он командовал передовыми дивизиями персидской армии между Тебризом и Тегераном. Он поддержал преемственность внука Мохаммада-шаха Каджара и устранил серьезное восстание, возглавляемое губернатором Фарса.
Генри Линдси вернулся в Великобританию, где 7 марта 1836 года ему был присвоен титул 1-го баронета Бетьюна из Килконкухара, но в 1836 году его снова отправили в Персию, чтобы он стал генерал-майором персидской армии, где он прослужил до своей отставки в 1839 году после разногласий с персидским правительством по поводу персидских нападений на Герат в Афганистане (территория, на которую претендовала Великобритания).
Вслед за гератским делом Великобритания вывела свои военные и дипломатические миссии из Персии, заняла остров Харк и атаковала Бушер . Мохаммад-шах Каджар в свою очередь возобновил дипломатические отношения с Францией и отправил дипломатическую миссию к королю Луи-Филиппу под руководством Мирзы Хоссейна Хана, чтобы получить военную помощь. В ответ группа французских офицеров была отправлена в Персию вместе с вернувшимся послом.

## Семья
9 июля 1822 года сэр Генри Линдси-Бетюн женился на Куттс Троттер (? — 31 декабря 1877), дочери Джона Троттера из Дирхэм-Парка, Хартфордшир, названной в честь ее дяди сэра Куттса Троттера, 1-го баронета. У них было три сына и пять дочерей:
- Энн Кэтрин Бетюн (1823 — 23 марта 1903), вышла замуж за Джона Томаса Кэмпбелла
- Стюарт Линдси Бетюн (1825 — 5 марта 1904), вышла замуж за Гектора Грэма-Толера, 3-го графа Норбери
- Джон Троттер Бетюн, 10-й граф Линдси (3 января 1827 — 12 мая 1894), женился на Жанне Эвдоксии Мари Дюваль из Бордо
- Каролина Фелиция Бетюн (1828 — 3 января 1891), умерла незамужней
- Генри Джеймс Гамильтон Бетюн (8 июня 1834 — 5 июля 1862)
- Шарлотта Джейн Бетюн (1835 — 28 сентября 1855), умерла незамужней
- Куттс (позже Джейн Куттс) Бетюн (1839 — 17 июля 1909), вышла замуж за Джеймса Стюарта Троттера
- Мартин Уильям Бетюн (17 июня 1843 — 15 сентября 1859), умер неженатым в Марселе.

Сэр Генри умер в Тебризе, Персия, в 1851 году. Отношения между двумя странами вскоре еще больше ухудшились из-за англо-персидской войны. Он был похоронен в армянской церкви Святых Фаддея и Варфоломея в Тегеране.